# Rattana insidiator
Rattana insidiator är en stekelart som först beskrevs av Smith 1863.  Rattana insidiator ingår i släktet Rattana och familjen bracksteklar. Inga underarter finns listade i Catalogue of Life.